# The World
Het project The World (Arabisch: جزر العالم; Juzur al-Ālam) is een kunstmatige archipel van kleine eilanden gebouwd in de vorm van een wereldkaart, gelegen in de wateren van de Perzische Golf, 4 kilometer uit de kust van Dubai, Verenigde Arabische Emiraten. De eilanden bestaan voornamelijk uit zand dat is gebaggerd uit de ondiepe kustwateren van Dubai en vormen een van de vele kunstmatige eilandontwikkelingen in Dubai, waarvan de palmeilanden de bekendste zijn. Het project wordt uitgevoerd door Nakheel Properties, onderdeel van Dubai World (waarbij World in de laatste naam niet specifiek slaat op dit project).

## Ontwerp en indeling
Door het succes van Palm Jumeirah, kreeg het Nederlandse Van Oord een nieuwe opdracht voor een kunstmatig eiland voor de kust van Dubai. Ditmaal geen palmboom maar een eilandengroep in de vorm van de werelddelen. Het werk bestond o.a. uit het bouwen van diverse typen golfbrekers met een totale lengte van ongeveer 25 kilometer waarvoor circa 32 miljoen ton steen nodig is. Dit zijn de grootste golfbrekers die ooit gebouwd zijn. Verder bestaat het project uit het maken van 300 eilanden binnen de omtrek van de golfbrekers, die zullen bestaan uit ongeveer 325 miljoen kubieke meter zand en 386 miljoen ton gesteente, inclusief de aanleg van twee havens.

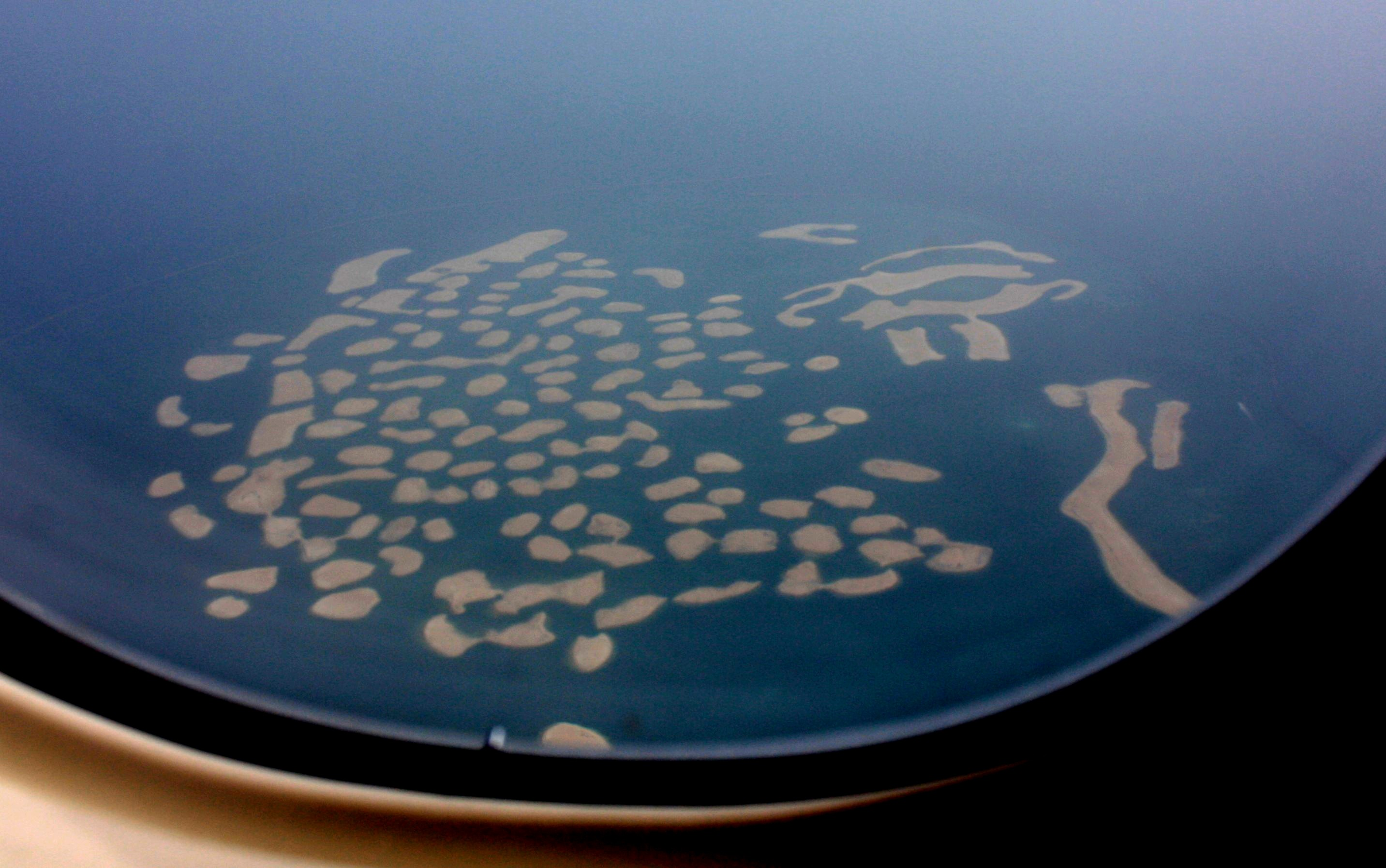
Luchtfoto van The World uit 2010

Het project beslaat een gebied van 6 bij 9 kilometer en is omgeven door een ovaalvormig golfbrekereiland. Ongeveer 232 km kustlijn werd gecreëerd. De 300 eilanden in het project variëren van 14.000 tot 42.000 vierkante meter in oppervlakte. Afstanden tussen eilanden zijn gemiddeld 100 meter. De totale ontwikkelingskosten van The World werden in 2005 geschat op ruim 9 miljard USD.
De archipel bestaat uit zeven sets eilanden die de continenten Europa, Afrika, Azië, Noord-Amerika, Zuid-Amerika, Antarctica en Oceanië vertegenwoordigen. Elk kunstmatig eiland is genoemd naar een land, bezienswaardigheid, stad of regio die past binnen het 'continent' (set eilanden) waar het toe behoort: zoals het Verenigd Koninkrijk, Californië, Mount Everest, Buenos Aires, New York, Mexico en India.

## Ontwikkeling
De bouw van de 300 eilanden begon in 2003. The World is het grootste baggerproject dat ooit is uitgevoerd in de wereld. Tevens is het het grootste project in omvang, dat aangenomen is door een enkele aannemer. Voor het aanleggen van de golfbrekers werden twee steenstorters ingezet die de eerste laag rotsen op zandbanken storten. Om land aan te winnen zijn vijftien sleephopperzuigers ingezet die gebruikmaken van twee methoden: rainbowen en dumpen, en variëren in beuninhoud van 3500 tot 23 000 kubieke meter. Per week werd ongeveer 3 miljoen kubieke meter zand gewonnen en opgespoten. Hierna worden cutterzuigers ingezet om de eilanden verder vorm te geven.
Op 10 januari 2008 leverde Van Oord het project op. In november 2009 bleek echter dat ontwikkelaar Nahkeel ten gevolge van de wereldwijde kredietcrisis de rekeningen niet meer kon betalen van de verdere ontwikkeling van het project, waarna de bouw werd stilgezet. Hoewel in 2008 ongeveer 60 procent van de eilanden was verkocht aan particuliere aannemers, is de bouw op de meeste van deze eilanden niet op gang gekomen.

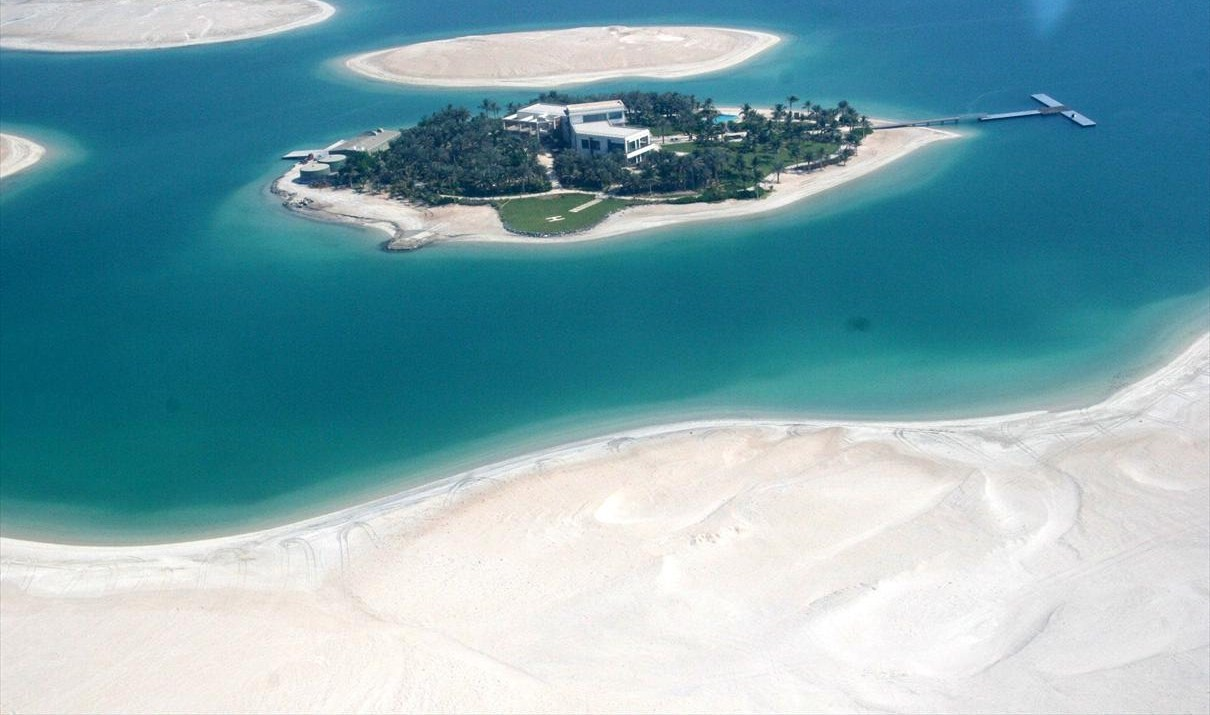
Eiland in The World met modelvilla

Toch is de ontwikkeling van een aantal eilanden wel weer opgestart. In juli 2012 werd op het Libanon-eiland de Royal Island Beach Club geopend dat wordt gebruikt voor privé-bedrijfsevenementen en openbare feesten. Dit was het tweede ontwikkelde eiland in het project, na het eiland met een modelvilla. In januari 2014 kondigde Kleindienst Group de lancering van het "The Heart of Europe" -project aan: een verzameling van zeven eilanden (Duitsland, Nederland, Zweden, Oekraïne, Groot-Europa, Zwitserland en Monaco) in het Europese deel van The World. Deze eilanden gaan samen een luxe resort vormen in Europese stijl en sfeer. Zo zullen de winkels daar alleen de Euro als valuta accepteren. De bouw is in volle gang. Anno 2021 kan alleen Lebanon Island door het publiek bezocht worden.